# Environnement à New York
Compte tenu de la puissance économique, de la superficie et de la population de la ville de New York, les questions écologiques sont au cœur des politiques municipales de la métropole américaine. Comme les autres grandes villes du monde, l’environnement à New York est marqué par des problèmes de pollution, de gestion des déchets et de l'eau. Par son poids et son rayonnement, elle joue un rôle important dans les politiques environnementales du pays et de la planète.

## Faune et flore

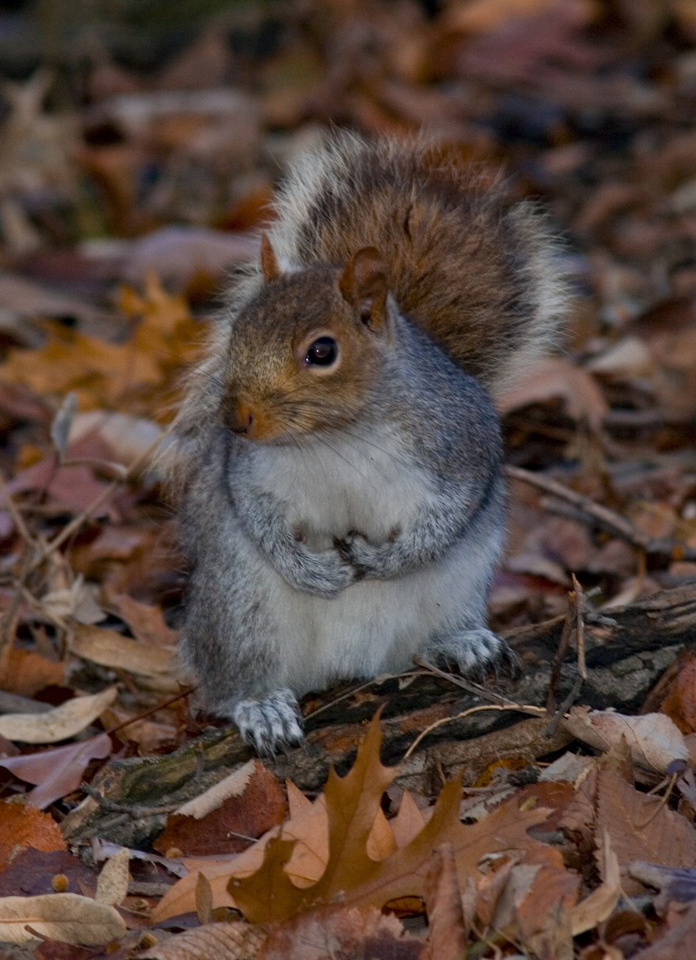
Un écureuil gris à Central Park

New York accueille une faune et une flore qui, au fil des décennies, se sont progressivement adaptées à cet environnement artificiel et a attiré d'abord des espèces hautement adaptables, notamment celles introduites par l'homme — comme les moineaux, les étourneaux ou les pigeons —, souvent originaire d'Europe. Sans concurrence directe, elles s'y sont multipliées, créant parfois de nouveaux problèmes à l'Homme lui-même.
La biodiversité est présente au cœur de la ville : ainsi, le parc Van Cortlandt abrite un nombre d'espèces de papillons plus important que toute la Grande-Bretagne. New York compte plus de 350 espèces d'oiseaux, 170 de poissons, 30 de mammifères, 32 de reptiles et d'amphibiens. Les oies des neiges et diverses espèces de canards passent l'hiver dans la région new-yorkaise. Des espèces rares peuvent également être observées comme le bécasseau maubèche et le pluvier siffleur. L'étourneau sansonnet, le surmulot, le cornouiller, le pigeon biset et le faucon pèlerin (qui régule les populations de pigeons, d'étourneaux et de moineaux) sont parmi les espèces présentes à New York.
3 000 espèces de plantes ont été répertoriées à New York par les équipes du jardin botanique de Brooklyn. Les arbres les plus communs sont le chêne, le tulipier de Virginie et l'orme.

### Le fleuve Hudson et les zones humides

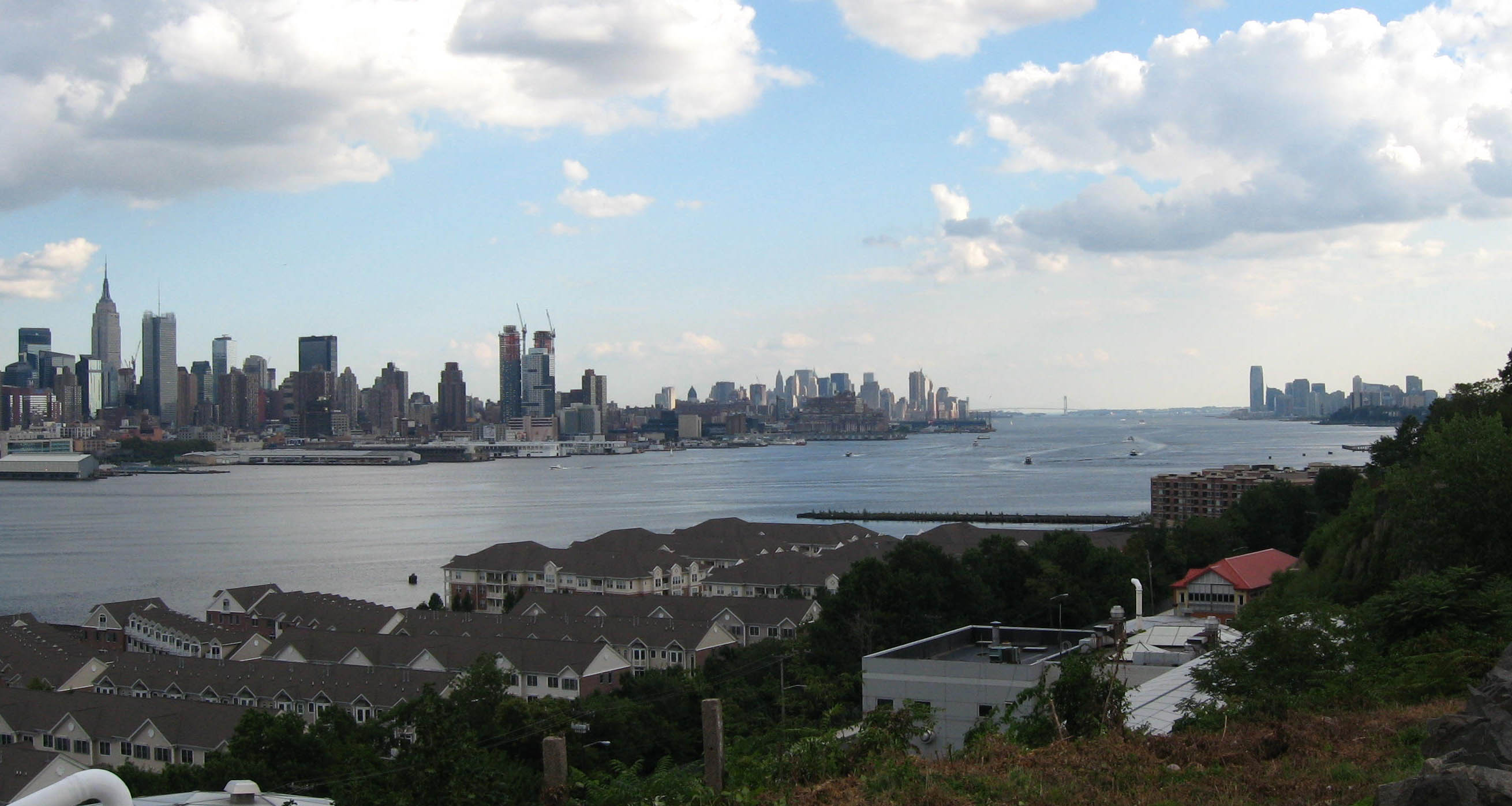
Le fleuve Hudson

Situé au point de rencontre des eaux douces de l'Hudson et salées de la baie de New York, le port, bien qu'il soit devenu l'un des plus actifs du monde, demeure peuplé de nombreuses espèces. La faune aquatique locale y côtoie une faune marine saisonnière ; certains poissons migrateurs (bars, esturgeons) vont frayer plus en amont sur l'Hudson. Paradoxalement, beaucoup d'espèces sont ici communes : la pollution les a préservées de toute capture pour la consommation de masse. Crabes, homards et crevettes vivent sur le fond, tandis que le faucon pèlerin est l'une des nombreuses espèces d'oiseaux présentes dans la baie. Les îles inhabitées du port de New York sont le refuge d'aigrettes, de hérons et d'ibis.
La mouette atricille, le poisson-papillon à quatre yeux, le crabe bleu, l'anguille d'Amérique, le bar rayé, l'alose d'Amérique, les mouettes et goélands sont parmi les espèces présentes à New York.

### À Central Park

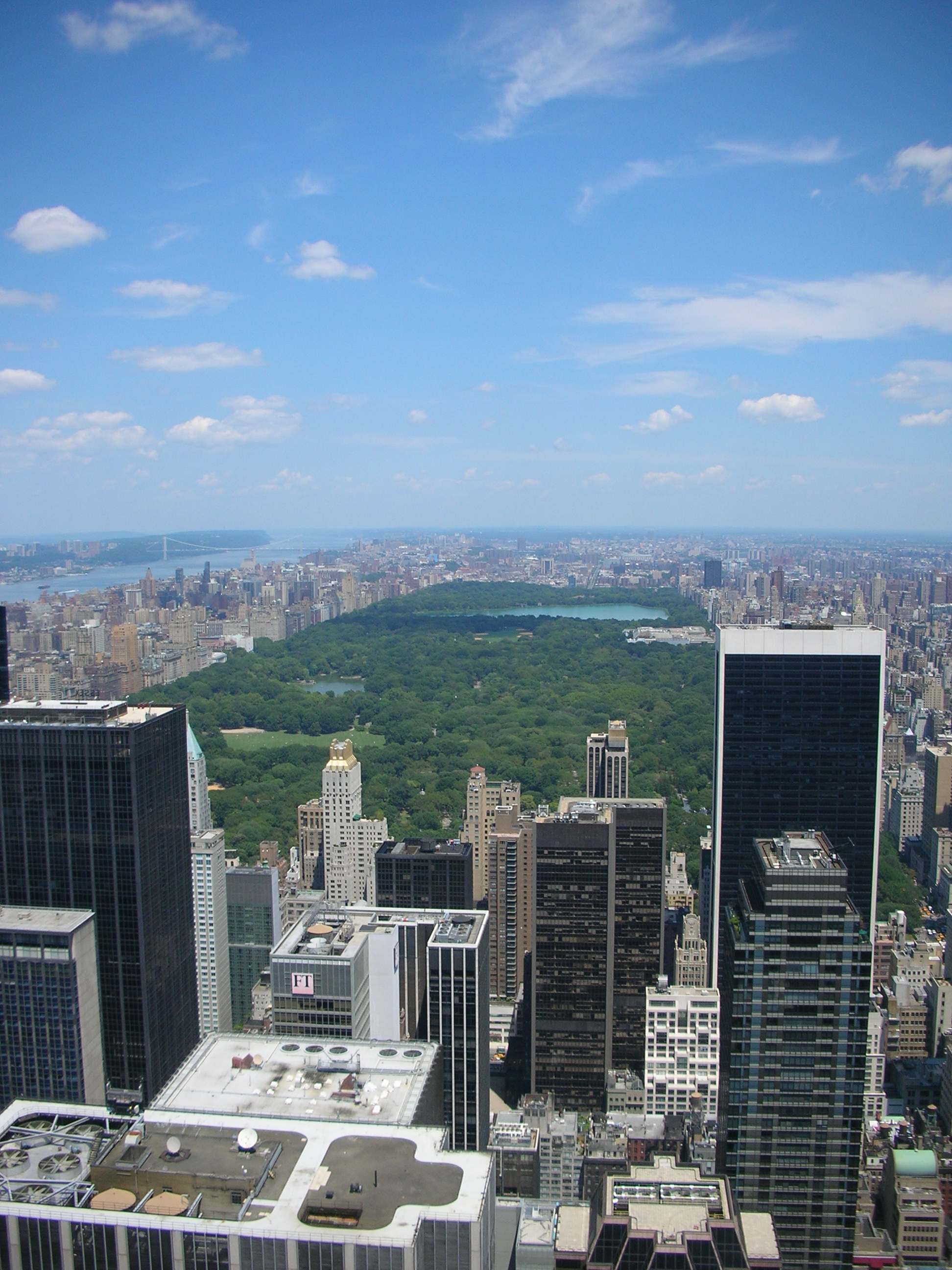
Le principal espace vert de Manhattan : Central Park

Avec ses 341 hectares de verdure, Central Park représente le plus vaste espace vert de Manhattan. Son aspect naturel est le résultat d'un important travail paysager : le parc contient plusieurs lacs artificiels (dont le plus important, The Reservoir s'étend sur 0,43 km2), des chemins piétonniers, deux pistes de patinage sur glace, une zone de protection de la vie sauvage et des pelouses pour pratiquer sports et jeux de plein air.
Central Park possède l'une des dernières plantations d'ormes américains dans le nord-est des États-Unis. Il y en a 1 700, protégés par leur isolement de la maladie de la graphiose, provoquée par un champignon parasite qui a ravagé la plupart des ormes américains depuis 1928. Le parc abrite un total de 250 000 arbres et buissons.
Central Park est le point de départ de l'invasion des étourneaux, qui se sont répandus partout en Amérique du Nord. On estime qu'un individu sur quatre aux États-Unis trouve son origine à Central Park. En 2002, on a découvert dans le parc une nouvelle espèce de mille-pattes. Cet animal, un arthropode, mesure un peu plus d'un centimètre de long, ce qui en fait un des plus petits de sa catégorie. On l'a appelé « Nannarrup hoffmani » (en l'honneur de son découvreur), il vit dans les feuillages en décomposition et se nourrit des débris organiques qui s'accumulent sous les arbres.
Le parc urbain accueille 270 espèces d'oiseaux et 14 espèces de mammifères (lapins, marmottes, écureuils, ratons laveurs...). Il se situe sur la route atlantique des oiseaux migrateurs qui s'y arrêtent. Le matin, à Turtle Pond, on peut apercevoir des hérons argentés et environ 80 000 poissons évoluent dans l'Harlem Meer.

## L'environnement: un enjeu majeur

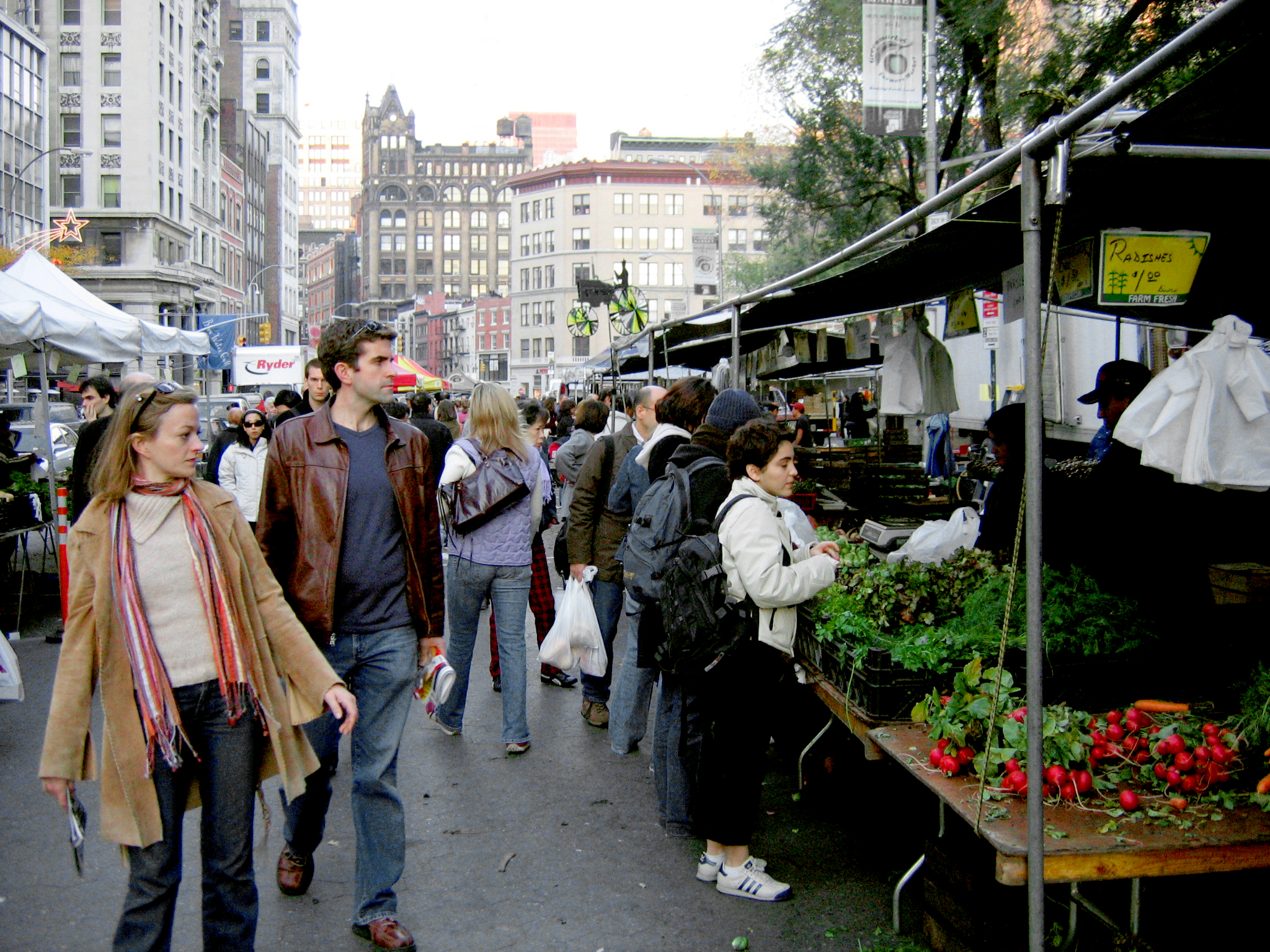
Un marché à Union Square.

### Problèmes environnementaux
Les réseaux d’égouts de New York sont régulièrement submergés par de fortes pluies.
Les vagues de chaleur estivales sont si extrêmes qu’en 2019, le service public d’électricité a coupé le courant à plus de 50 000 clients.
Le risque de submersion et de raz-de-marée est très élevé et augmentera à cause du changement climatique. La ville n'est pas à l'abri de grandes tempêtes hivernales, voire de cyclones : ainsi, en  2012, l’ouragan Sandy, a tué au moins 44 New-Yorkais et endommagé ou détruit près de 70 000 maisons. Les tunnels de métro ont été remplis par la montée des eaux ce qui a paralysé le réseau de transport de la Big Apple. Des secteurs entiers comme les Rockaways, Coney Island et les quartiers de Staten Island pourraient être submergés dans l'avenir.

### Acteurs du développement durable
Depuis quelques années, la municipalité a engagé une politique environnementale dont le principal acteur est le Department of Environmental Protection. La New York State Energy Research and Development Authority est un acteur des politiques de développement durable. Des organismes à but non lucratif ont été créés ces dernières années : l'Urban Green Council (2002) ou encore l'Urban Land Institute agissent pour l'efficacité énergétique.
Les associations écologistes font également pression pour améliorer la qualité de l'environnement urbain. Plusieurs groupes de pression ont leur siège à New York : le Natural Resources Defense Council ou encore de l'Environmental Defense Fund par exemple.
À l'instar d'autres grandes villes américaines comme Portland ou San Francisco, certains habitants des classes moyennes sont sensibles aux questions environnementales. Ces derniers fréquentent les farmers’ markets qui se sont développés depuis les années 1970 lorsque la municipalité s'engagea à développer les marchés vendant des produits locaux. On compte aujourd'hui quelque 45 de ces marchés à New York. Plus de cent restaurants new-yorkais s'approvisionnent dans ces marchés. Le plus connu est celui d'Union Square.

### Politiques de développement durable
La municipalité a signé l’U.S. Mayors Climate Protection Agreement (« accord des maires des États-Unis sur la protection du climat »), visant à atteindre ou à dépasser les objectifs de réduction de GES fixé par le protocole de Kyōto. La loi impose l’aménagement de parcs à vélo dans les parcs de stationnement de la ville. New York soutient par ailleurs la loi Massachusetts v. Environmental Protection Agency qui impose à l'EPA de réguler l'émission des GES.
Au printemps 2007, le maire Michael Bloomberg a promis une réduction de 30 % des émissions de dioxyde de carbone d'ici à 2030 dans sa ville. Il a décidé de mettre en œuvre une politique de rénovation énergétique des gratte-ciel, de plantation d'un million d'arbres et d'instauration d'un péage pour les véhicules pénétrant dans Manhattan.
En 2019, la municipalité de New York a adopté une législation ambitieuse sur le climat : le Climate Mobilization Act of New York prévoit 40 % de réduction de consommation d'énergie d'ici à 2030. Ce règlement prévoir notamment d'imposer un plafond d'émissions des grands bâtiments de la métropole. L'Empire State Building  a été rénové en 2010 afin de renforcer l'efficacité énergétique du gratte-ciel new-yorkais. La rénovation a coûté 31,1 millions de dollars mais a permis, dix ans plus tard, d'économiser 4 millions de dollars par an sur la facture d'électricité. La consommation d’électricité de l’Empire State Building a chuté de plus de 40%.

## Pollution atmosphérique

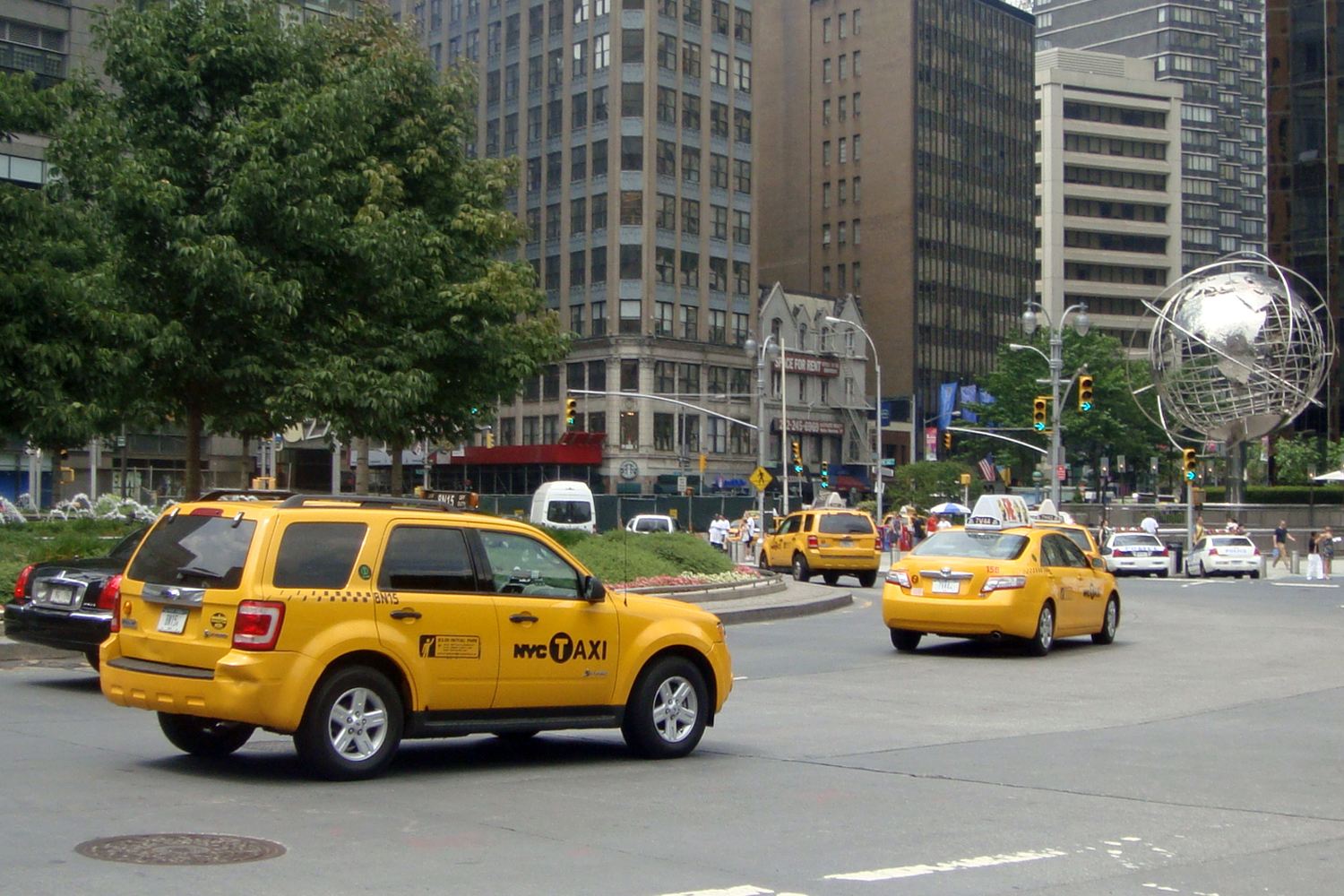
Taxis hybrides dans une rue de New York.

La pollution atmosphérique est responsable du développement de maladies respiratoires parmi les New-Yorkais. La pollution atmosphérique dépend des quartiers : ainsi, les habitants de Manhattan sont les plus  exposés au risque de développer un cancer en raison de la mauvaise qualité de l'air. Les pluies acides sont un problème que l'on retrouve dans tout le Nord-Est du pays.
Les fortes densités de population à New York représentent à la fois un atout et un danger. Elles favorisent l'utilisation massive des transports en commun. Conjuguée à la faible concentration d'industries lourdes, cela explique qu'un New-Yorkais produit en moyenne 7,1 tonnes de gaz à effet de serre par an, un nombre très en dessous de la moyenne nationale (24,5 tonnes par an et par habitant). New York représente 1 % des émissions de GES des États-Unis alors qu'elle abrite 2,7 % de la population américaine.
Alors que la majorité des Américains prennent leur voiture pour se rendre sur leur lieu de travail, les New-Yorkais utilisent surtout les transports en commun. D'après le recensement de 2000, New York est la seule ville américaine où plus de la moitié des habitants ne possède pas d'automobile.
Les efforts de la municipalité ont porté sur l'équipement en transports collectifs propres.
Plus de 2000 taxis hybrides circulent à New York en 2009, plus que dans toute autre ville d'Amérique du Nord,

## Efficacité énergétique

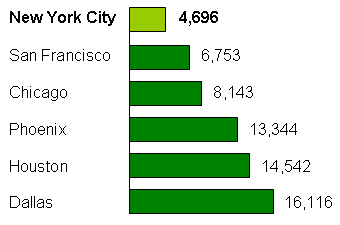
Consommation annuelle moyenne résidentielle d'électricité par ville (2000-2005), mesurée en kilowatts-heures par habitant.

En moyenne, un New-yorkais consomme moitié moins d'électricité qu'un habitant de Chicago.
La ville de New York a remplacé des dizaines de milliers de feux de signalisation et de lampes pour l'éclairage public réputés moins énergivores. En ce qui concerne les HLM gérés par la New York City Housing Authority, les efforts portent notamment sur l'installation de réfrigérateurs qui consomment moins d'énergie. Une loi contraint la municipalité à acquérir des véhicules et du matériel de bureau respectant les normes environnementales.
Le courant électrique utilisé par une vingtaine de bâtiments publics, parmi lesquels la statue de la Liberté et Ellis Island, est produit par des éoliennes.

## Écoconstructions

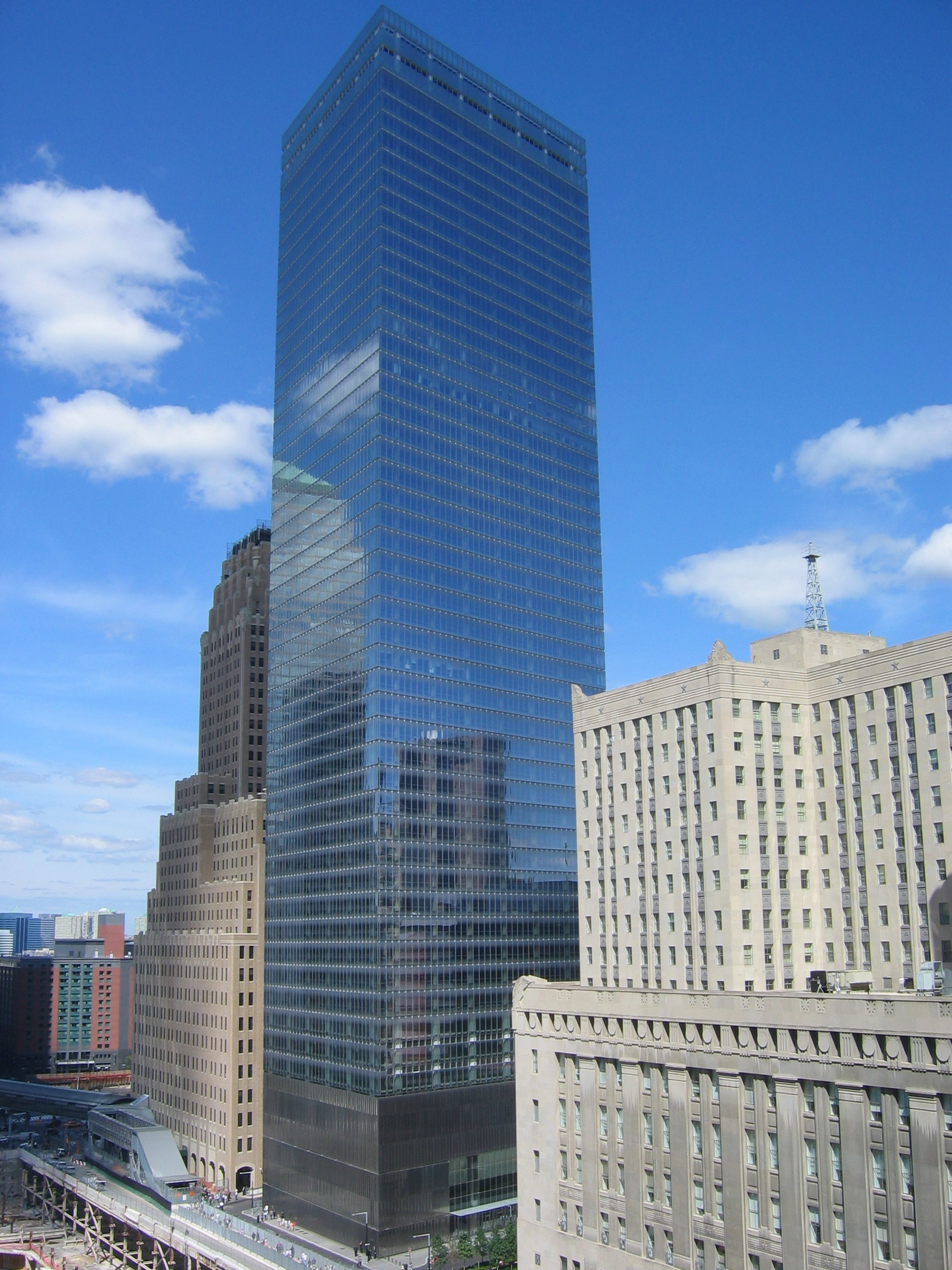
7 World Trade Center, un gratte-ciel qui respecte les normes d'écoconstruction.

Dès 2000, l'État de New York a instauré une politique d'exemption d'impôts pour les écoconstructions. La municipalité consacre une part de plus en plus élevée de son budget à l'efficacité énergétique. Il s’agit d’élaborer des plans de rénovation ou de construction de bâtiments aux normes du LEED : à New York la Local Law 86/2005 met en œuvre cette politique. Les groupes privés participent également à la réduction des GES : la Hearst Tower achevée en 2006, est un exemple de green building. Le gratte-ciel 7 World Trade Center recycle l'eau de pluie et l'utilise pour les toilettes. Le chauffage et l'éclairage sont contrôlés par ordinateur. Le United States Green Building Council que 3000 nouveaux appartements éconconstruits ont été bâtis depuis 2001 à New York.

## Eau

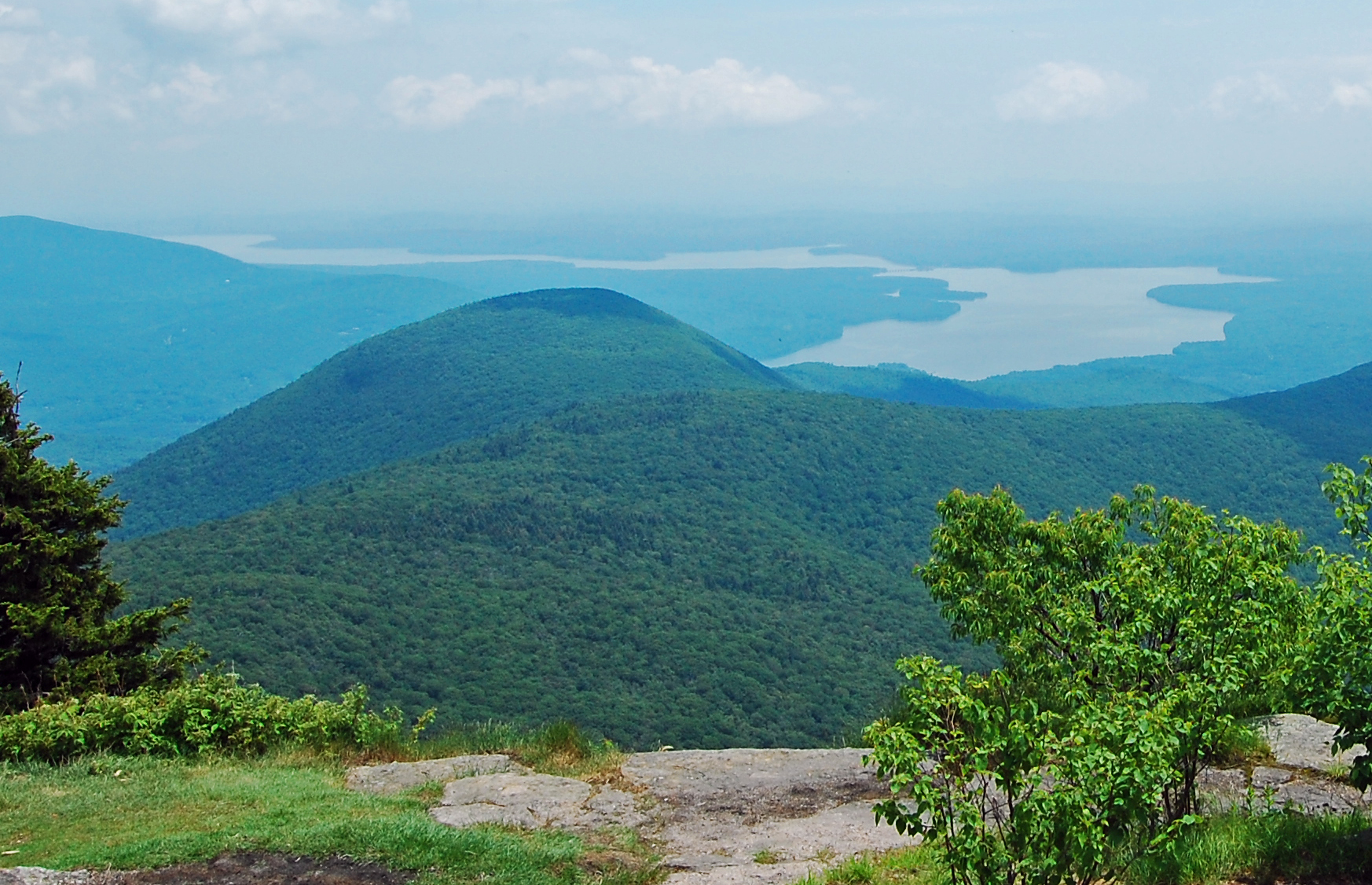
Le réservoir d'Ashokan.

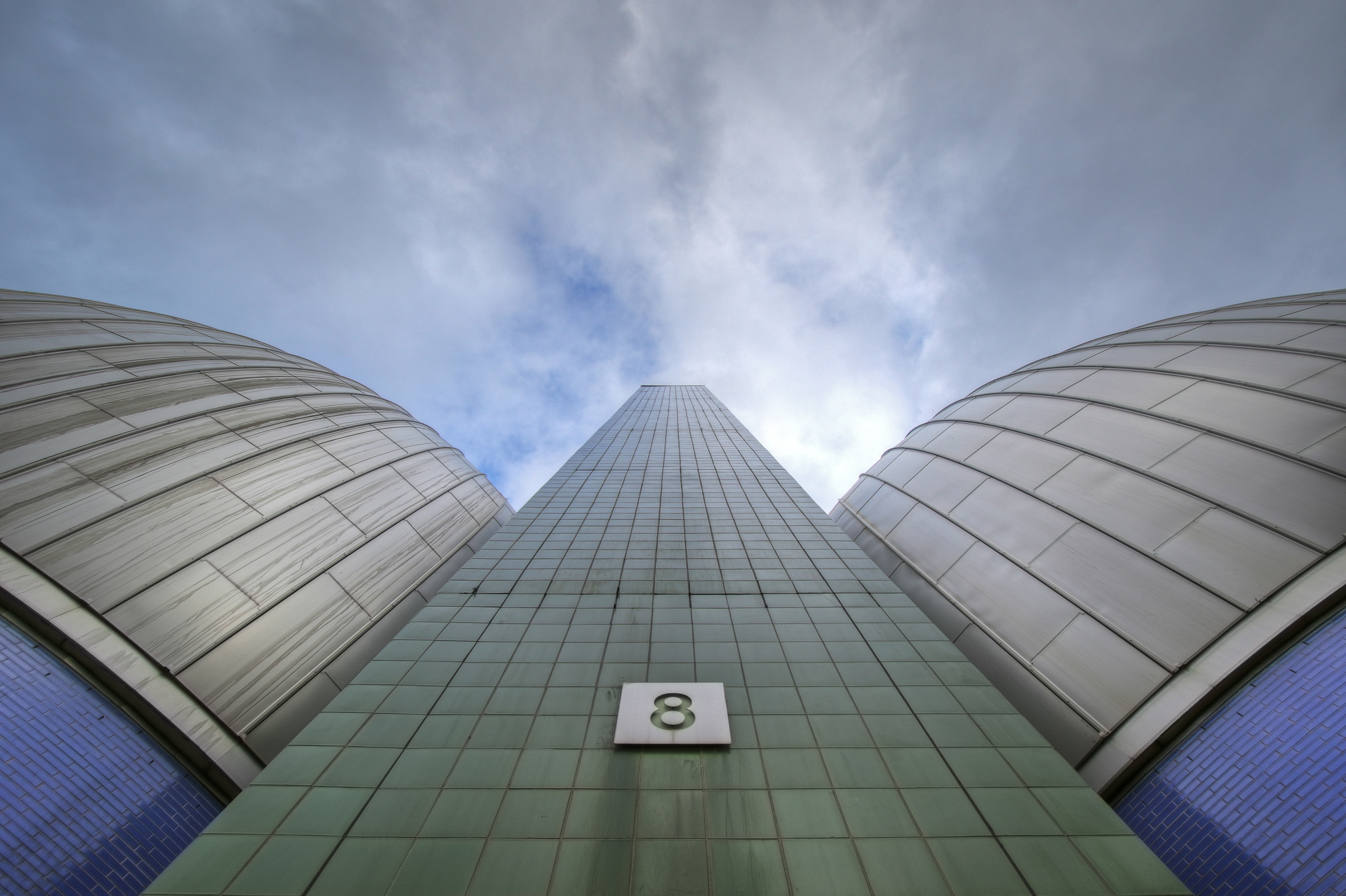
Le bâtiment du Newtown Creek Wastewater Treatment Plant pour le traitement des eaux, dans le New York City Department of Environmental Protection. Octobre 2017.

New York a besoin d'importantes quantités d'eau chaque jour : 1,4 milliard de gallons soit 5,3 milliards de litres. L'eau potable consommée par les New-Yorkais dépend du bassin versant des montagnes Catskill. Cette eau est suffisamment pure pour qu'elle ne nécessite aucun traitement dans des usines d'épuration,. Cependant, les eaux souterraines de New York doivent être traitées avec du chlore, du fluorure, de l'acide phosphorique et parfois avec de l'hydroxyde de sodium.
Le système d'approvisionnement en eau de New York repose sur 19 réservoirs situés dans les montagnes à l'intérieur des terres. Certains se trouvent à quelque 200 km de la métropole. Cette eau est transportée par les aqueducs de Croton et du Catskill system. Malgré la croissance démographique de New York, la ville consomme 28 % d'eau en moins au milieu des années 2000 par rapport à 1979, grâce à la réparation des fuites sur le réseau de distribution.
Les eaux de l'Hudson et de la baie de New York subissent d'importantes pollutions urbaines. Le Newtown Creek a été pollué pendant des décennies par des rejets de pétrole. Le quartier de Greenpoint est toujours en cours de dépollution et la firme ExxonMobil est poursuivi en justice. Le mercure et les PCB présents dans l'eau ont des conséquences sur la faune et sur la santé humaine.

## Traitement des déchets
En 2001, le maire Rudolph Giuliani a fermé la décharge de Fresh Kills dans l'arrondissement de Staten Island. La plupart des déchets de New York furent alors transportés par camions dans les États voisins. En 2006, le maire Michael Bloomberg engagea une nouvelle politique pour l'acheminement des ordures par barges ou par trains.mais New-York réserve plein d’autre surprise à ce sujet vous pouvez dont aller visiter la section « faunes ».